# Moritz Thimm
Moritz Björn Thimm (* 23. September 1981 in Leverkusen) ist ein deutscher Basketballspieler der zurzeit für die TuS Opladen in der 2. Regionalliga West 1 spielt. Thimm ist 2,02 Meter groß. Er spielt auf der Position des Center.
Seine Karriere begann Moritz Thimm in der Jugend von Fastbreak Leverkusen. Anschließend wechselte er zum TuS Opladen, bei dem er in sämtlichen Herrenmannschaften spielte. 2005 schaffte er den Sprung in die Oberliga-Mannschaft des TuS Opladen.
2008/09 verpflichtet die Bayer Giants Leverkusen Moritz Thimm als Center-Backup (Bankspieler) für den eigentlichen Starter Nicolas Welling in der Regionalliga West. Thimm spielte eine gute Regionalligasaison und war am Aufstieg der Giants in die ProB mit großem Anteil beteiligt.
Seinen Vertrag verlängerte Moritz Thimm, der inzwischen zum Publikumsliebling in Leverkusen gereift ist, im Juli 2009 um ein Jahr bei den Bayer Giants aus Leverkusen.
2011 wechselte Moritz Thimm aus zeitlichen Gründen wieder zur TuS Opladen.
2013 wechselte er dann zum Regionalligisten Leichlinger TV.
Moritz Thimm ist der Sohn des ehemaligen Basketball-Nationalspieler Norbert Thimm, der als erster deutscher Profibasketballer  ins Ausland wechselte (damals Real Madrid). Seine Schwestern Mayte (BBZ Opladen) und Birte Thimm (New Baskets Oberhausen) spielen beide in der DBBL (Damen Basketball-Bundesliga).